# Соролинское
Соролинское (Соролинский Сор) — пересыхающее озеро (по другим данным — солончак) в Карабалыкском районе Костанайской области Казахстана. Находится в 3 км к юго-западу от посёлка Урнек.
По данным топографической съёмки 1942 года, площадь поверхности озера составляет 1,84 км². Наибольшая длина озера — 1,8 км, наибольшая ширина — 1,4 км. Длина береговой линии составляет 5,4 км, развитие береговой линии — 1,11. Озеро расположено на высоте 235,7 м над уровнем моря.